# Monika Fröschl
Monika Brigitte Elisabeth Fröschl (* 15. März 1959 in München; † 8. März 2018) war eine deutsche Medizinerin.

## Leben
Monika Fröschl studierte Medizin und wurde 1983 an der Ludwig-Maximilians-Universität München zum Dr. med. promoviert. 1992 habilitierte sie sich an der Technischen Universität München. Sie war Fachärztin für Haut- und Geschlechtskrankheiten.
1989 wurde sie Professorin für Gesundheitswissenschaft und Medizin in der Sozialen Arbeit und Pflege an der Katholischen Stiftungshochschule München (KSH), insbesondere für die Fachgebiete Gesundheits- und Gesundseinsförderung. Von 1999 bis 2002 war sie Frauenbeauftragte der KSH. Sie war zudem  apl. Professorin an der Dermatologischen und Allergologischen Klinik am Biederstein der Technischen Universität München leitete sie ein interdisziplinäres Team (Medizin, Pflege, Soziale Arbeit, Kunsttherapie, Psychologie und Verwaltung) für die Beratung und Betreuung von Menschen mit HIV und AIDS.
Fröschl war Mitbegründerin und über 30 Jahre lang Vorstandsmitglied der Bayerischen AIDS-Stiftung. Zudem engagierte sie sich als geistliche Begleiterin.
Für ihr Wirken wurde sie mit dem Krenkl-Preis der Stadt München (1998) und dem Preis Frauen fördern Frauen (1999) ausgezeichnet.
Am 8. März 2018 ist sie bei einer Schitour tödlich verunglückt.

## Schriften
- Die schnappende Hüfte. Vergleich der Operationsergebnisse von Tractopexie und Schrägeinkerbung, Medienreport-Verlags-GmbH Waiblingen-Hohenacker 1983, ISBN 978-3-924164-00-3 (Dissertation)
- Haut- und Schleimhauterkrankungen als diagnostische und prognostische Kriterien der HIV-Infektion, TU München 1992 (Habilitation)
- Gesund-Sein : integrative Gesund-Seins-Förderung als Ansatz für Pflege, soziale Arbeit und Medizin, Lucius und Lucius Stuttgart 2000, ISBN 978-3-8282-0132-3
- Die heilende Kraft des Labyrinths, Don Bosco München 2005, ISBN 978-3-7698-1543-6, zusammen mit Ingeborg E. Müller (Illustrator)
- Gesund durch Vertrauen : ein Lebens-Prinzip, Don Bosco München 2010, ISBN 978-3-7698-1835-2
- Informationen zu HIV und Aids, Sonderdruck 25 Jahre Aids-Beratungsstellen in Bayern, Stand: November 2012, zusammen mit Stefan Becker